# Олимпийский крытый зал (Афины)
Крытая баскетбольная площадка имени Никоса Галиса в OAKA (греч. Κλειστό Γήπεδο Μπάσκετ Νίκος Γκάλης του ΟΑΚΑ) — крытая (с крышей) баскетбольная площадка в Греции. Является одним из сооружений Афинского олимпийского спортивного комплекса (OAKA). Располагается на проспекте Кифисьяс в афинском пригороде Амарусионе в Северных Афинах в Аттике.
Построена в 1995 году. В 2002—2004 годах, накануне Летних Олимпийских игр 2004 года арена была реконструирована. Является домашней площадкой для мужской сборной Греции по баскетболу, баскетбольных клубов «Панатинаикос» и «АЕК».
Принимала чемпионат Европы по баскетболу 1995 года, чемпионат мира по баскетболу (юноши до 19 лет) 1995 года, чемпионат мира по баскетболу 1998 года, финал четырёх Евролиги 2007 года, финалы Кубка Греции по баскетболу (1996, 1999 и 2000 годов), конкурс «Евровидение-2006». Служила местом проведения соревнований по прыжкам на батуте, художественной гимнастике и баскетбольного турнира на Летних Олимпийских играх 2004 года.
14 июня 2016 году баскетбольной площадке было присвоено имя баскетболиста Никоса Галиса, лучшего бомбардира и самого ценного игрока чемпионата Европы по баскетболу 1987 года.

## Устройство
А-образная рама крыши опирается на четыре столба, каждый высотой 35 метров, которые отстоят на 108 метров друг от друга. По данным греческого Министерства спорта, это самая большая крытая спортивная арена в своем роде в мире.
Арена вмещает до 17 600 зрителей на соревнованиях по гимнастике, хотя только 12 500 мест были общедоступны на Летних Олимпийских играх 2004 года. Она вмещает 18 500 зрителей на баскетбольных играх (2000 мест складываются), 300 членов средств массовой информации, а также 450 VIP-персон.
Максимально арена может вместить до 30 000 зрителей.

## Общественный транспорт
Арену обслуживают станции Линии 1 Афинского метрополитена и железной дороги «Проастиакос» — «Ирини» и «Нерандзиотиса», которые открыты в 2004 году.